# Mörlenbach
Mörlenbach é um município da Alemanha, situado no distrito de Bergstrasse, no estado de Hesse. Tem 27,22 km² de área, e sua população em 2019 foi estimada em 10.029 habitantes.